# Pilar de ferro de Delhi
El pilar de ferro de Delhi, a l'Índia, és al Complex Qutb, lloc declarat Patrimoni de la Humanitat. És un important testimoni en la història de la siderúrgia i mostra l'alt nivell de coneixement i sofisticació dels antics ferrers hindús en les tècniques de fosa del ferro.
Posseeix una altura de 7,21 metres, dels quals 93 cm es troben actualment enterrats sota el nivell del terreny on roman dret. El diàmetre a la base és de 41 cm, i presenta un gradual estrenyiment fins a la part superior.
El pilar va ser elaborat durant el període de l'emperador Chandragupta II, durant el segle iv. Està conformat amb ferro forjat, i és d'una puresa del 98%, que amb la formació d'una compacta capa de protecció de molt baixa porositat ha permès que l'estructura no hagi estat afectada pel procés de corrosió ni oxidació, tot i haver estat a la intempèrie uns 1600 anys. Atès que hi ha una tradició local que indica que l'abraçar el pilar atrau la bona sort, el 1997 es va instal·lar al voltant del mateix una tanca de protecció, per tal d'impedir la seva degradació, pel fet que l'esmentada pràctica es va fer popular entre la creixent afluència de turistes al lloc.